# 丹麦 (南卡罗来纳州)
丹麦（英文：Denmark），是美国南卡罗来纳州下属的一座城市。城市类型是“City”。其面积大约为3.84平方英里（9.94平方公里）。根据2010年美国人口普查，该市有人口3,538人，人口密度约为每平方 英里921.59人（约合每平方公里355.84人）。